# Marie Anne Mogas Fontcuberta
Marie Anne Mogas Fontcuberta (Corró del Vall, 13 janvier 1827 - Madrid, 3 juillet 1886) est une religieuse espagnole fondatrice des franciscaines missionnaires de la Mère du Divin Pasteur et reconnue bienheureuse par l'Église catholique.

## Biographie
Marie Anne naît en 1827 dans une famille aisée à Corró del Vall. Elle a seulement 7 ans en 1834 lorsque son père décède puis sa mère en 1840 alors qu'elle a tout juste 13 ans ; elle est recueillie à Barcelone par sa marraine, Marie Mogas, veuve et sans enfant. Son adolescence dans la capitale catalane lui sert pour sa formation culturelle.
En 1848, à 21 ans, elle apprend que deux novices capucines, Isabelle Yubal et Marie Valdés, chassées du couvent par le gouvernement, se dédient aux enfants pauvres et sont un véritable témoignage de vie franciscaine sous la conduite du capucin Joseph Tous y Soler. Elle désire les rejoindre mais ni sa famille ni son directeur spirituel ne donnent le consentement nécessaire. Il faudra quelques mois avant que ce dernier ne l'encourage. 
Le 13 juin 1850, elle quitte tout pour se rendre à Ripoll où les jeunes capucines ont ouvert une école. Un mois plus tard, Isabelle Yubal, consciente que sa véritable vocation est la vie contemplative retourne au couvent. En juin 1851, Marie Anne prononce ses vœux de pauvreté, chasteté et obéissance comme franciscaine. Dans les années qui suivent, les vocations arrivent petit à petit et les fondations commencent. 
En 1865, Marie Anne part pour Madrid créer une nouvelle communauté. Après plusieurs tentatives, elle se fixe définitivement dans la capitale de l'Espagne. Cette fondation est l'occasion de nombreux malentendus avec Joseph Tous y Soler qui conduit à un éloignement croissant entre la communauté de Madrid et celle de Catalogne aggravé par la mort du père Tous y Soler en 1871. En 1872, l'une et l'autre congrégations présentent séparément de nouvelles constitutions religieuses, dans un cas à l'évêque de Barcelone et dans l'autre à l'archevêque de Tolède. La mère Mogas concentre désormais son action sur la configuration de l'institut qui ajoute le soin des malades à l'œuvre. Plusieurs évêques espagnols appellent les sœurs dans leurs diocèses.
En 1878, elle est affectée par un accident vasculaire cérébral qui provoque un épuisement progressif, elle se récupère jamais complètement, au contraire, son état empire chaque jour. Fin mai 1886, déjà très malade, elle se retire dans la ville de Fuencarral (incorporé à Madrid en 1951) où elle meurt le 3 juillet de la même année à 59 ans. Le 6 octobre 1996, elle est béatifiée par Jean-Paul II.